# Katja Ebstein

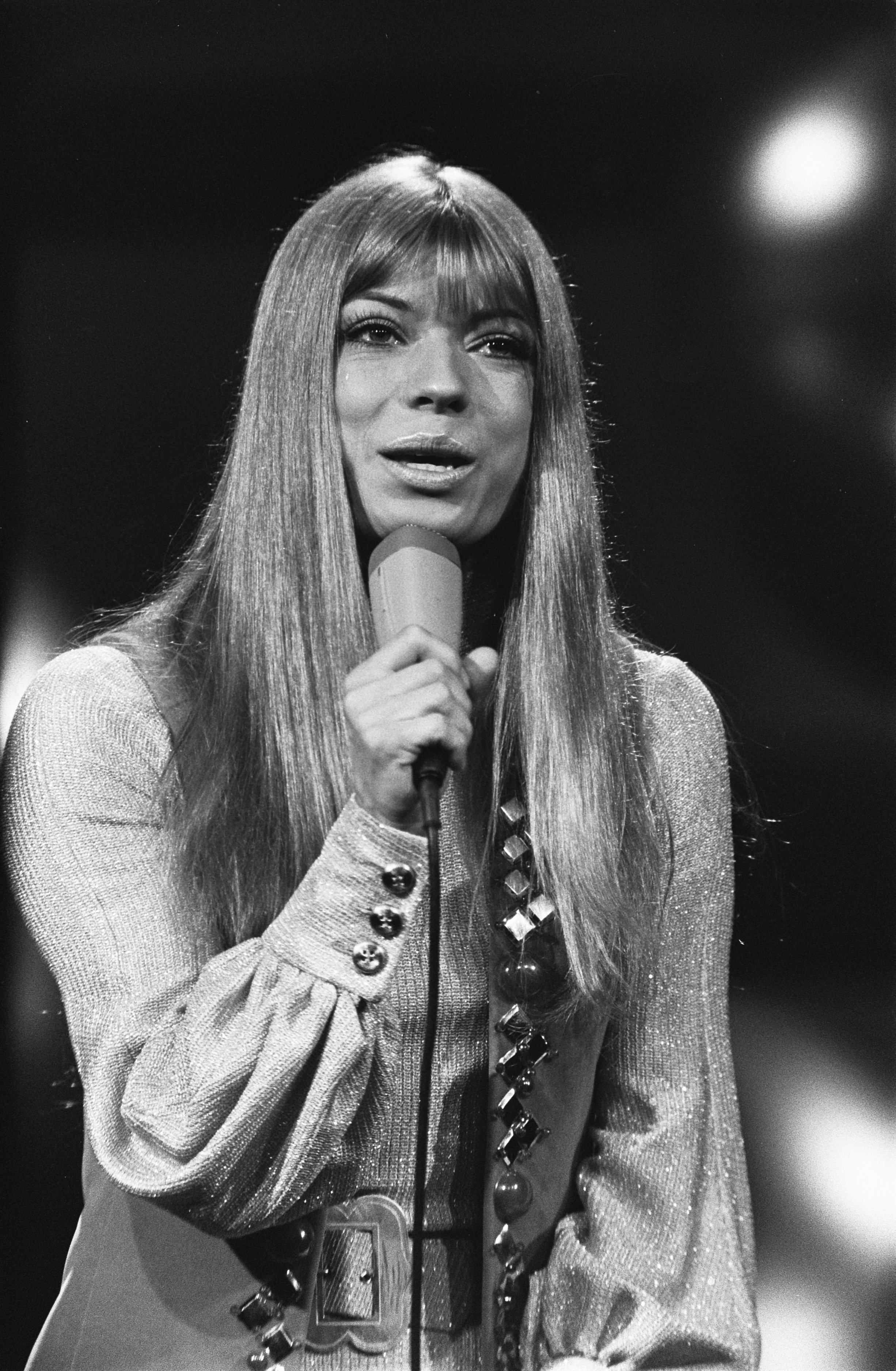
Katja Ebstein beim internationalen Durchbruch, dem Eurovision Song Contest 1970

Katja Ebstein, bürgerlich Karin Ilse Überall (* 9. März 1945 als Karin Ilse Witkiewicz in Girlachsdorf), ist eine deutsche Sängerin und Schauspielerin. International bekannt wurde sie durch den dritten Platz beim Eurovision Song Contest 1970, dem 1971 ein weiterer dritter und 1980 ein zweiter Platz folgten, was sie zur bis heute erfolgreichsten deutschen Grand-Prix-Teilnehmerin machte. Sie veröffentlichte mehr als 30 Alben mit Schlagern, Popmusik, Chansons, Kabarett- und Musicalstücken.

## Leben

### Anfänge
Katja Ebstein wurde im Jahr 1945 kurz vor Ende des Zweiten Weltkriegs in Niederschlesien geboren. Nach der Vertreibung ihrer Familie wuchs sie im West-Berliner Bezirk Reinickendorf in der Epensteinstraße auf; von deren Namen sie ihren Künstlernamen ableitete.
Nach dem Abitur studierte Ebstein Archäologie und Romanistik an der FU Berlin, schloss sich der West-Berliner Jazz- und Liedermacher-Szene an und sang in Studenten- und Künstlerkneipen. 1964 engagierte der Sender Freies Berlin sie (zusammen mit drei Begleitmusikern, darunter Bodo von Greiff) für einen Auftritt in der Fernsehsendung Marmeladentopf: Als Teil der Gruppe Die Kreuzberger sang sie das spanische Lied Fandango de Huelva. Dies weckte das Interesse des Komponisten und Musikproduzenten Heino Gaze und nachdem sie zunächst als Backgroundsängerin in seinen Produktionen gearbeitet hatte, produzierte er Ebsteins erste Singles (noch unter dem Künstlernamen „Katja“), die jedoch erfolglos waren: 1965 Irgendwo, irgendwie und 1966 Wo ist das Schiff. Im selben Jahr nahm sie am internationalen Songfestival von Knokke teil. Durch die Vermittlung Gazes lernte Ebstein um 1967 ihren späteren Ehemann, den Komponisten und Produzenten Christian Bruhn, kennen, der sie unter Vertrag nahm. Bei einem Besuch des Chanson- und Folklorefestivals auf Burg Waldeck begegnete sie Siegfried Loch, Deutschlandchef der US-amerikanischen Plattenfirma Liberty (United Artists); dieser verhalf ihr zu einem Plattenvertrag bei Liberty in München.
Nach Achtungserfolgen ihrer dort produzierten Singles Der Draht in der Sonne und … und wenn der Regen fällt sowie ihrem ersten Fernsehauftritt unter dem Künstlernamen Katja Ebstein im April 1969 in der Sendung Sing and swing – Ein Abend mit internationalen Gaststars erschien im Herbst 1969 ihre erste Langspielplatte, Katja, die von der Jugendzeitschrift Twen empfohlen wurde. (Das von Truck Branss im selben Jahr produzierte Fernsehporträt Katja – Die Stimme wurde erst 1970 nach Ebsteins Teilnahme an der Vorentscheidung zum Eurovision Song Contest ausgestrahlt.) Im Spätherbst 1969 kam Wovon träumt ein Weihnachtsbaum im Mai, die von Ebstein gesungene deutsche Fassung von Do You Know How Christmas Trees Are Grown? aus dem James-Bond-Film Im Geheimdienst Ihrer Majestät (im Original gesungen von Nina van Pallandt), auf einer Single heraus, deren A-Seite, Warum ist die Welt so schön, Ebstein mehrmals im deutschen Fernsehen vorstellte.

### 1970er und 1980er Jahre

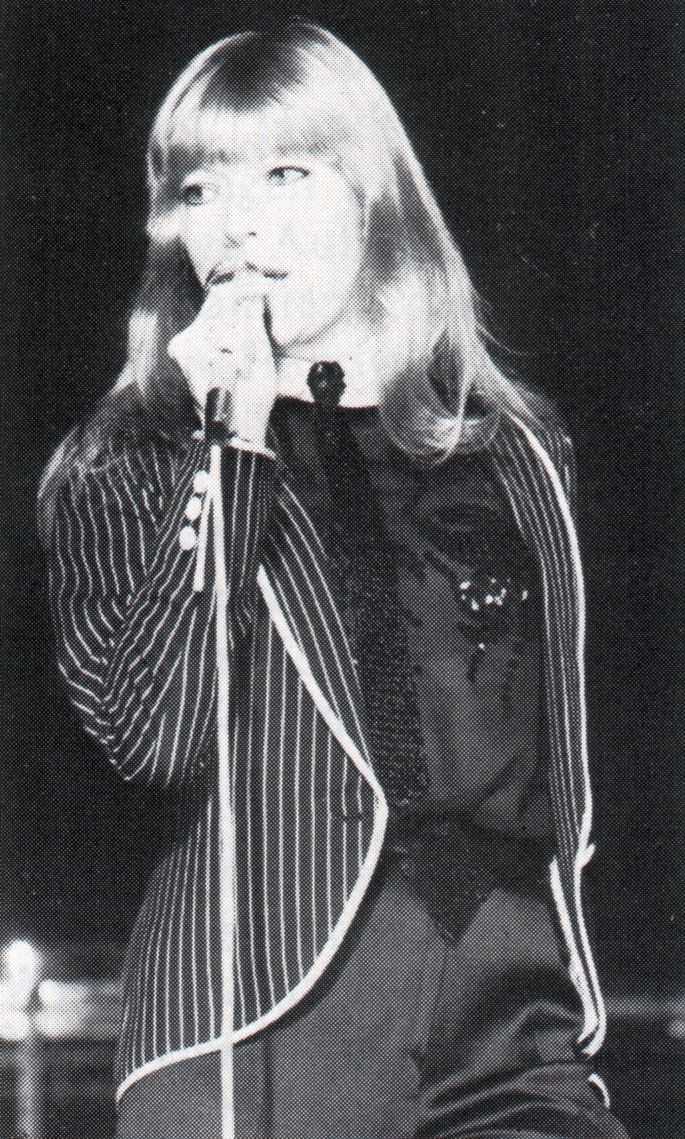
Katja Ebstein (1980)

Am 16. Februar 1970 gewann Ebstein die Deutsche Vorentscheidung zum Eurovision Song Contest mit dem von Christian Bruhn komponierten und von Günter Loose getexteten Lied Wunder gibt es immer wieder und erreichte damit bei der Endausscheidung in Amsterdam den dritten Platz. Von da an nahm sie einige Lieder auch in englischen, französischen, spanischen, portugiesischen, italienischen und japanischen Versionen auf. Weitere zwei Mal nahm Ebstein am ESC teil: Ihr Lied für den Eurovision Song Contest 1971, Diese Welt, komponierte Dieter Zimmermann, der Text stammte von Fred Jay. Damit erreichte sie erneut den dritten Platz. Mit Theater (geschrieben von Ralph Siegel und Bernd Meinunger) belegte sie 1980 den zweiten Platz. 1981 moderierte Ebstein die deutsche Grand-Prix-Vorentscheidung und war später oftmals Gast in Grand-Prix-bezogenen Sendungen.
1970 wurde Ebstein beim internationalen Songfestival in Rio de Janeiro zur besten Sängerin gewählt. Eine Tournee mit dem Orchester James Last schloss sich von September bis November 1970 an, weitere Tourneen – unter anderem mit dem Orchester Paul Kuhn durch die Sowjetunion – folgten. In den 1970er Jahren zählte Ebstein mit den Liedern Und wenn ein neuer Tag erwacht, Ein kleines Lied vom Frieden, Der Stern von Mykonos und Ein Indiojunge aus Peru zu den erfolgreichsten deutschen Schlagersängerinnen. 1972 trat sie in der TV-Sendung Ein Kessel Buntes erstmals in der DDR auf. Die Unterhaltungsbranche ehrte sie mit mehreren Auszeichnungen: beliebteste ausländische Sängerin (Spanien); Rosa di Roma (Italien); Goldene Europa (zweimal); Goldene Stimmgabel; Lale Andersen-Preis; Fred-Jay-Preis.
Von 1974 an (mit der Single Wölfe und Schafe) wandte sich Ebstein dem Chanson und Kabarett zu. 1975 veröffentlichte EMI Electrola die mit Unterstützung der Heinrich-Heine-Gesellschaft produzierte Langspielplatte Katja Ebstein singt Heinrich Heine; dafür wurden Gedichte Heines von Christian Bruhn vertont. Weitere Hitparadenerfolge waren Es war einmal ein Jäger (1974) und Die Hälfte seines Lebens (1975). 1977 sang Ebstein Wein’ nicht um mich, Argentinien aus dem Musical Evita, 1978 brachte sie die LP So wat wie ick et bin… kann nur aus Berlin sein heraus, auf der sie u. a. zwei Titel von Stephan Sulke im Berliner Dialekt coverte. Lieder dieser Platte gehörten später, neben kabarettistischen Couplets, zu Ebsteins Konzertprogramm. 1980 interpretierte sie auf dem Album He Du da zehn weitere von Sulke komponierte und getextete Musikstücke.
In den 1970er und 1980er Jahren trat Ebstein oft im deutschen Fernsehens auf, namentlich in der ZDF-Hitparade, Disco, Musik aus Studio B, Starparade, Musik ist Trumpf und Dalli Dalli. Hinzu kamen Auftritte in Talkshows, in denen sie bis heute zuweilen auch zu sozialen und politischen Themen Stellung bezieht.
Zur Blütezeit des deutschen Schlagers präsentierte Ebstein eigene TV-Shows, darunter Katja & Co. (1976), Konzert frei Haus (1980), Das ist mein Milieu (1981) und Mein Name ist Katja (1982). Der Rundfunk der DDR übertrug ihre Live-Konzerte in Ost-Berlin 1983, 1986 und 1987. Zudem waren ihr mehrere Personality-Shows gewidmet. Mehrmals übernahm sie Moderationen, etwa in Musik aus Studio B und einer Jubiläumssendung für Paul Kuhn.

### Auftritte als Schauspielerin
Mit dem Regisseur und Autor Klaus Überall, den sie 1979 heiratete, entwickelte Ebstein seit Anfang der 1980er Jahre ihr schauspielerisches Talent. Überall inszenierte 1980 ihr erstes Theaterstück, Professor Unrat am Ernst-Deutsch-Theater in Hamburg mit Friedrich Schütter in der Titelrolle. Ebstein spielte die Rolle des blauen Engels Rosa Fröhlich. Es folgten viele weitere Theaterengagements, von der Buhlschaft im Jedermann bis hin zur Seeräuber-Jenny in Brechts Dreigroschenoper. In den Musicals Chicago, Sweet Charity und 1993 in Victor und Victoria übernahm sie tragende Rollen. Schließlich gab sie in Ghetto von Joshua Sobol die Chaja am Staatstheater Meiningen.
Daneben wirkte Ebstein an Fernsehproduktionen mit. In 13 Folgen der 1986/87 gesendeten Reihe Unterwegs in der DDR bereiste sie mit dem Fahrrad Wirkungsstätten von historischen Gestalten, dargestellt von namhaften DDR-Schauspielern. Die betont unpolitische deutsch-deutsche Koproduktion unter der Regie ihres Mannes wurde vom DDR-Fernsehen ausgestrahlt und 1987/88 um 25 Folgen ergänzt. 1989 war Ebstein in 20 Folgen der Serie Friedrichstadtpalast neben bekannten ost- und westdeutschen Schauspielern zu sehen.
Im Jahr 1986 sang Ebstein das offizielle Lied der ARD-Fernsehlotterie, Mensch, sag’ doch einfach »Na und«. 1987 erschien ihre vorerst letzte Single, Lach’ mich nicht aus.
Gelegentlich übernahm Ebstein Gesangsparts in deutschen Film-Synchronfassungen, so 1977 für Helen Reddy in Elliot, das Schmunzelmonster und 1988 für Bette Midler in Oliver & Co. Hinzu kamen deutsch gesungene Titelmelodien internationaler Kinder-Zeichentrickserien, etwa in Niklaas, ein Junge aus Flandern und Perrine.
Ab 1990 wandte sich Ebstein verstärkt dem literarischen Genre zu. Nach einer erfolgreichen Frauenlyrik-Produktion zusammen mit Lutz Görner, die als Bühnenprogramm auf Tournee ging, folgten die Solo-Programme Meisterinnenwerke mit Texten von Annette von Droste-Hülshoff, Schlage die Trommel und fürchte dich nicht mit Stücken von Heine und der Brecht-Heine-Vergleich Trommler ohne Furcht. Das Folgeprogramm Berlin … trotz und alledem! verstand sich als deutsche Lehrstunde am Beispiel Berlins mit Texten von Kurt Tucholsky bis Konstantin Wecker. 1996 bzw. 1999 wurden diese Programme auf CD veröffentlicht.
In den 1990er Jahren erlebte der deutsche Schlager ein Revival. Neben ihren literarisch-engagierten Auftritten sang Ebstein ihre alten Hits in Unterhaltungssendungen deutscher Fernsehsender und es erschienen CD-Kompilationen ihrer Lieder aus den 1970er und 1980er Jahren. Von literarischen Veröffentlichungen abgesehen, gab es 1994 nur einen Ausflug in die Popmusik: Das Album Ebstein (als Single ausgekoppelt: Nur ein Blick (With One Look)) enthielt weltbekannte Musicalsongs in deutscher Sprache.

### Katja Ebstein im 21. Jahrhundert

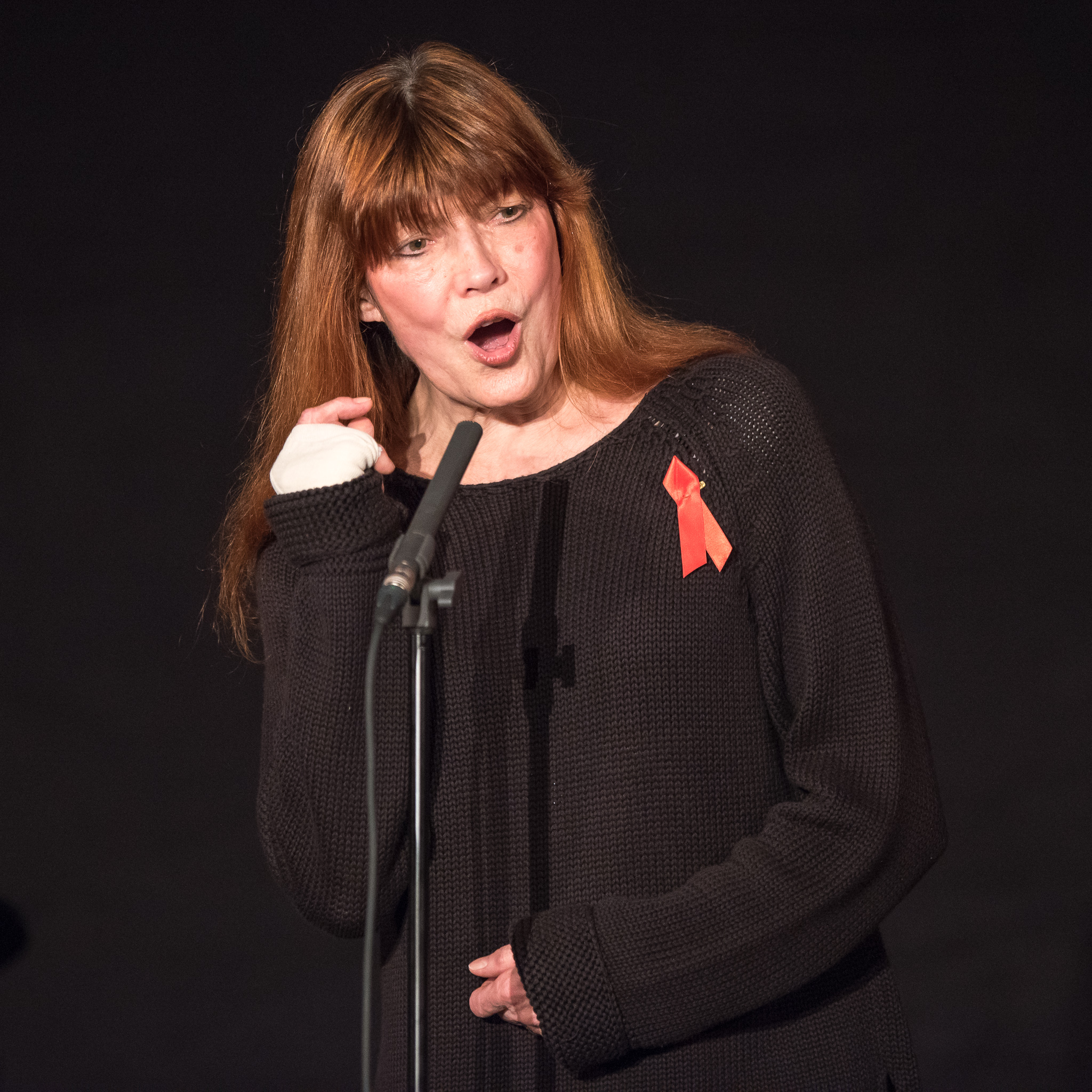
Katja Ebstein (2016)

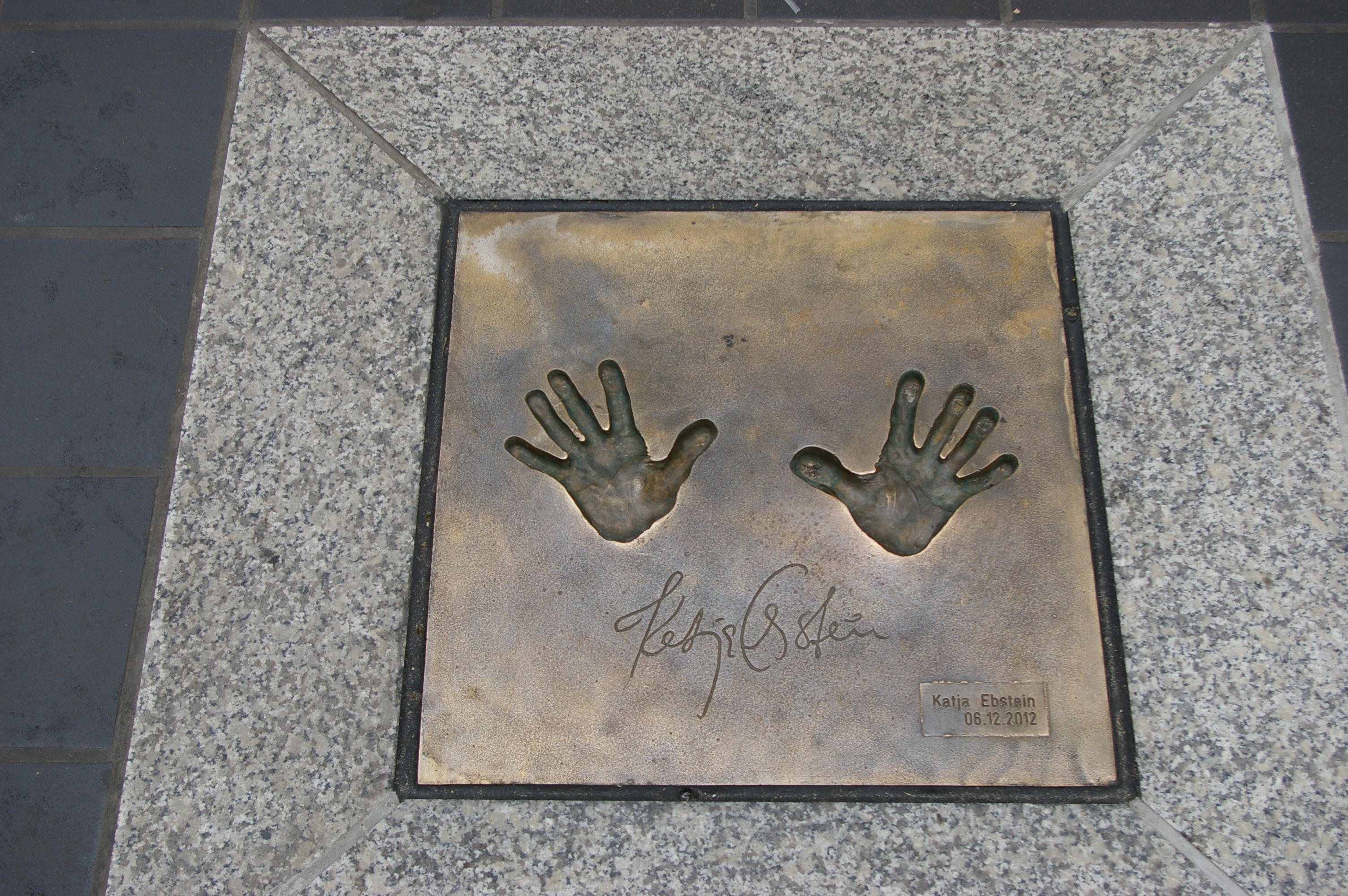
Bremen, Handabdruck in der Lloyd-Passage

Mit dem WDR-Sinfonieorchester führte Ebstein 2001 Die Geschichte vom Soldaten von Igor Strawinsky auf. Es folgte Es fällt ein Stern herunter …, ein vorweihnachtliches literarisches Programm mit Texten von Robert Gernhardt, Georg Kreisler, Heinrich Heine, Erich Kästner, Hanns Dieter Hüsch und Loriot. Wie schon ihre früheren Literaturabende wurden auch diese von Klaus Überall zusammengestellt und inszeniert.
2003 war Ebstein Stargast bei der Großveranstaltung des umstrittenen Alternativmediziners Matthias Rath im Berliner Tempodrom.
Im Jahr 2005 beging sie ihr 40. Berufsjubiläum als Sängerin mit dem Album Witkiewicz (ausgekoppelte Single: In diesem Land). Zur Realisierung des Projekts trugen Pe Werner, Xavier Naidoo und andere Komponisten und Texter bei. Mit einer Band unter der Leitung von Dieter Falk ging sie mit ihren neuen und ihren persönlichen Lieblingstiteln auf „Jubiläumstour“, die seit 2006 unter dem Titel Meine Lieder deutschlandweit fortgesetzt wurde.
Im Mai/Juni 2007 wirkte Ebstein an der zweiten Staffel der Tanzshow Let’s Dance im RTL-Fernsehen mit. Mit ihrem Tanzpartner Oliver Seefeldt belegte sie den zweiten Platz dieses Wettbewerbs.
Im Herbst 2007 übernahm Ebstein den Juryvorsitz des einmal jährlich veranstalteten Stuttgarter Chanson-Festivals im Hotel Le Méridien. Im Frühjahr 2008 agierte sie als „Patin“ von Carolin Fortenbacher beim Vorentscheid zum Eurovision Song Contest 2008. Im März/April 2008 war sie Jurorin in der ZDF-Show Musical Showstar 2008, in der sie zusammen mit Uwe Kröger und Alexander Goebel zwei zukünftige Darsteller für das Musical Starlight Express auswählte.
Am 7. Januar 2008 verlieh Bundespräsident Horst Köhler Katja Ebstein für ihr soziales und künstlerisches Engagement das Verdienstkreuz am Bande des Verdienstordens der Bundesrepublik Deutschland; es wurde ihr am 7. April 2008 von Bayerns Ministerpräsident Günther Beckstein in München überreicht.
Im April 2008 hatte ihr neues Bühnenprogramm, Na und? Wir leben noch!, das ihr Ehemann Klaus Überall für sie geschrieben hatte, in Dülmen Premiere. Es bestand vor allem aus Liedern des Albums He du da von 1980, enthielt aber auch neue Stücke über aktuelle politische und soziale Themen. Am 29. Oktober 2008 starb Klaus Überall an den Folgen einer Krebserkrankung.
Im Jahr 2011 feierte Ebstein ein Comeback mit einer Neuaufnahme von Wunder gibt es immer wieder, die sie zusammen mit JokA für die am 6. September 2011 auf VOX ausgestrahlte zweite Folge der Musik-Dokumentation Cover My Song produziert hatte. Ende 2011 wurde dazu ein Musikvideo aufgenommen. Wunder gibt es immer wieder mit JokA feat. Ebstein hielt sich mehrere Wochen auf Platz eins der deutschen Hip-Hop-Download-Charts.
In Die ultimative Chartshow, einer am 17. Februar 2012 im RTL-Fernsehen ausgestrahlten Sendung unter dem Motto „die erfolgreichsten deutschen Sängerinnen“, landete Ebstein auf Platz 12.
Im November 2023 nahm Ebstein als Okapi an der neunten Staffel der ProSieben-Show The Masked Singer teil, schied allerdings bereits in der ersten Sendung aus und belegte den neunten Platz.

### Privates
Ebstein lebt bei München in einem Dorf in Oberbayern. Sie besitzt außerdem seit den 1970er Jahren ein Haus auf der Nordseeinsel Amrum. Sie war zweimal verheiratet: (Christian Bruhn (1972–1976) und Klaus Überall (1979–2008)); sie hat keine Kinder.

## Politisches und soziales Engagement
Ebstein war in der Studentenbewegung der 1960er Jahre aktiv, unterstützte 1972 den Wahlkampf Willy Brandts, in den 1980er Jahren die westdeutsche Friedensbewegung und ist heute Mitglied von Attac. 2003 trat sie mit Konstantin Wecker auf einer Kundgebung gegen den Irakkrieg auf. 2012 gehörte sie zu den Unterzeichnerinnen der „Koalition des Widerstands“, eines von Mikis Theodorakis, Tony Benn und Manolis Glezos verfassten gemeinsamen Appells „für die Rettung der Menschen Europas“. Zur Bundestagswahl 2013 setzte sie sich für die Partei Die Linke ein.
1985 trat Ebstein bei der ersten AIDS-Benefizgala Deutschlands (von Rosa von Praunheim im Berliner Tempodrom organisiert) auf.
Seit 1992 ermöglicht Ebstein Kindern aus finanziell schwachen Familien Aufenthalte auf Amrum. Aus dieser Initiative entstand der Verein „Aktion Umwelt für Kinder und umweltgeschädigte Jugendliche“. Dieser verfolgt das Ziel, Gesundheit, Zukunftschancen und Ausbildung Heranwachsender zu fördern. Im Jahr 2004 wurde die „Katja-Ebstein-Stiftung“ (Schirmherrin: Ingrid Stolpe) als Vernetzungsstelle für Initiativen, die Kinderarmut in Deutschland verhindern wollen, gegründet. Im Januar 2008 stellte Ebstein beim Auftakt-Tanzturnier der 1. Bundesliga Latein mit dem Familienminister des Landes NRW, Armin Laschet, das von ihrer Teilnahme an der RTL-Show Let’s Dance inspirierte Projekt der Katja-Ebstein-Stiftung „Tanzen baut Brücken – Tanzen heilt“ vor. Im Herbst 2008 begründete sie mit dem Vorstand ihrer Stiftung eine Zusammenarbeit mit der Giovane-Elber-Stiftung, die sich für brasilianische Straßenkinder einsetzt.
Seit 15 Jahren ist Ebstein Projektpatin für die Dorfentwicklung in der Sahel-Zone in Mali – als „Hilfe zur Selbsthilfe“. Mit der Welthungerhilfe unterstützt sie den Bau kleiner Häuser für die im peruanischen Hochland unter der Armutsgrenze lebende Bevölkerung. Dabei werden auch Patenschaften für Waisenkinder vermittelt.
Außerdem gehört Ebstein dem von Inge Brück gegründeten Verein „Künstler für Christus“ an und tritt in diesem Zusammenhang in musikalischen Benefiz-Gottesdiensten für verfolgte Christen auf.
Ebstein ist eine der Erstunterzeichnerinnen des „Bündnisses für Brandenburg“, einer Initiative des Bundeslandes Brandenburg, die dafür sorgen möchte, dass die Integration von Flüchtlingen gelingt.
Im Dezember 2016 wurde Ebstein vom brandenburgischen Landtag zum Mitglied der Bundesversammlung gewählt. Sie trat dabei auf einer gemeinsamen Liste aller Parteien für die Fraktion der SPD an und war Teilnehmerin der Bundesversammlung am 12. Februar 2017 zur Wahl des deutschen Bundespräsidenten.
2024 wirkte Ebstein mit einem Solo-Gesangspart in dem Song von Ron Williams Nicht mit uns! für die Demokratie und gegen die AfD mit.

## Diskografie

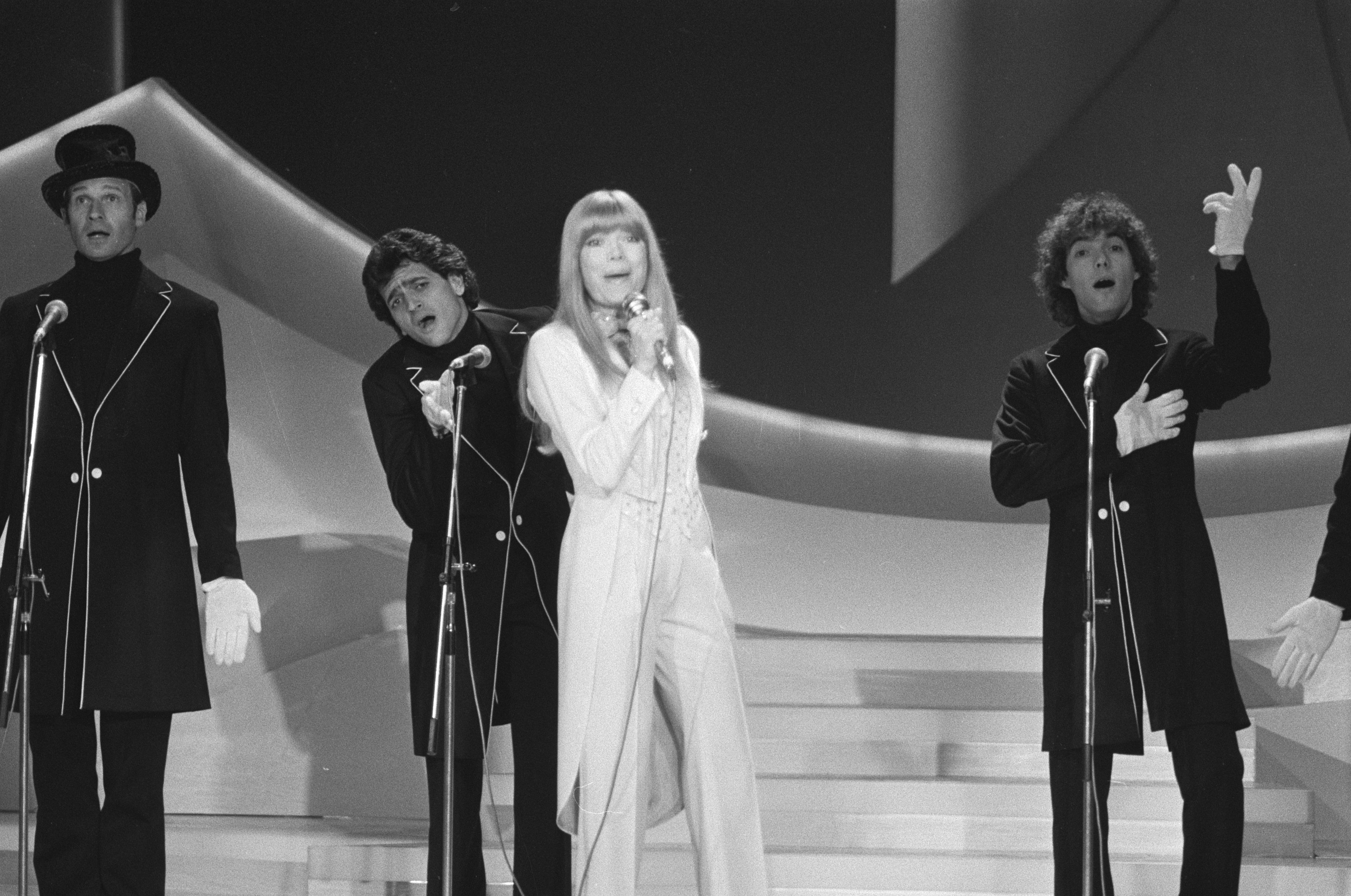
Katja Ebstein beim Eurovision Song Contest 1980

### Studioalben
| Jahr | Titel                       | Höchstplatzierung, Gesamtwochen, AuszeichnungChartsChartplatzierungen (Jahr, Titel, Platzierungen, Wochen, Auszeichnungen, Anmerkungen) | Anmerkungen    |
| Jahr | Titel                       | DE | Anmerkungen    |
| ---- | --------------------------- | --- | -------------- |
| 1970 | Mein Leben ist wie ein Lied | DE11 (4 Wo.)DE | Liberty        |
| 1971 | Freunde                     | DE44 (3 Wo.)DE | United Artists |
| 1973 | Katja                       | DE37 (4 Wo.)DE | United Artists |
| 1974 | …was ich noch singen wollte | DE43 (1 Wo.)DE | United Artists |
| 1980 | Glashaus                    | DE19 (16 Wo.)DE | Ariola         |

Weitere Studioalben
- 1969: Katja (Liberty)
- 1970: Wunder gibt es immer wieder (Liberty)
- 1971: Katja Ebstein en español (United Artists) (in Deutschland unveröffentlicht)
- 1972: Wir leben – wir lieben (United Artists)
- 1973: Ein Indiojunge aus Peru / Und dein Zug der geht in 5 Minuten
- 1974: The Star of Mykonos (United Artists) (in Deutschland unveröffentlicht)
- 1974: Le soleil de Mykonos (United Artists) (in Deutschland unveröffentlicht)
- 1974: Wilde Rosen und andere Träume (EMI Electrola)
- 1975: Katja Ebstein singt Heinrich Heine (EMI Electrola)
- 1976: Katja & Co. (Aufnahmen aus der gleichnamigen ARD-Fernsehshow, EMI Electrola)
- 1976: In Petersburg ist Pferdemarkt (EMI Electrola)
- 1977: Liebe (EMI Electrola)
- 1978: So wat wie ick et bin… kann nur aus Berlin sein (EMI Electrola)
- 1980: Katja live (Ariola)
- 1980: He Du da (Ariola)
- 1981: Kopf hoch (Ariola)
- 1982: Mein Name ist Katja (Live-Aufnahmen der ZDF-Fernsehshow, Ariola)
- 1982: Traumzeit? (Ariola)
- 1990: Lyrikerinnen (mit Lutz Görner, Rezitheater-Verlag)
- 1991: LiLaLutsche – ich rutsche auf der Rutsche (Kinderlieder, Igel Records)
- 1994: Ebstein (Polydor)
- 1996: Meisterinnenwerke (CAT Music)
- 1996: Ave von Medjugorje – Pilgerlieder (mit Inge Brück, CAT Music)
- 1997: Ave from Medjugorje – Pilgrim songs (mit Inge Brück, CAT Music)
- 1997: Ave de Medjugorje – Chansons pelèrines (mit Inge Brück, CAT Music)
- 1997: Ave von Medjugorje (in bosnischer Sprache, mit Inge Brück, CAT Music)
- 1999: Lasst Euch nicht verführen! – Katja Ebstein singt und spricht Bertolt Brecht (Deutsche Grammophon)
- 1999: Berlin… trotz und alledem! (Deutsche Grammophon)
- 2001: Es fällt ein Stern herunter… (CAT Music)
- 2005: Witkiewicz (EMI)
- 2013: Na und – wir leben noch! (Selbstverlag)
- 2015: Sister Class (Selbstverlag)

### Kompilationen
- 1973: Inch Allah (United Artists)
- 1974: Die großen Erfolge (United Artists)
- 1974: Katja Ebstein international (United Artists)
- 1975: Der Stern von Mykonos (United Artists)
- 1975: Wir leben, wir lieben (United Artists)
- 1976: Starportrait
- 1976: Katja & Co. (Originalaufnahmen zur gleichnamigen Fernsehsendung, EMI)
- 1977: Starparade
- 1978: Portrait
- 1978: Star-Discothek
- 1979: Super Gold
- 1979: Collection
- 1980: Das Star-Album
- 1982: Stars in Gold (Ariola)
- 1986: Star-Festival (Ariola)
- 1986: Starportrait (Europa)
- 1991: Starportrait (LaserLight/Delta Music)
- 1994: Meine größten Erfolge (BMG Ariola)
- 1994: Wunder gibt es immer wieder (BMG Ariola)
- 1996: Balladen (BMG Ariola)
- 2003: Inch Allah (BMG Ariola)
- 2004: Muss mal wieder Berlin sehen (BMG Ariola)
- 2005: Schlager & Stars (EMI)
- 2005: Theater, Theater (BMG Ariola)
- 2006: Dieter Thomas Heck präsentiert Hautnah – Die Geschichten meiner Stars (BMG Sony/Ariola)
- 2007: Lieder von Jägern und Clowns (EMI)
- 2009: Das Beste aus 40 Jahren Hitparade (Ariola)
- 2010: Stark sein (Neuauflage des Albums „He Du da“) (Sony Music/Ariola)
- 2010: Alle Hits (Das Beste aus 40 Jahren, Sony Music)
- 2010: Wunder gibt es immer wieder – Meine schönsten Lieder (Reader’s Digest)
- 2010: Nur der Wind kennt meine Träume – Hits & Raritäten (3-CD-Box) (Sony Music)
- 2018: Original Album Classics (5-CD-Box) (Sony Music)

### Club-Sonderauflagen
- 1970: Wunder gibt es immer wieder (S*R International)
- 1970: Das ist Katja Ebstein (Liberty)
- 1970: Und wenn ein neuer Tag erwacht (S*R International)
- 1971: Freunde (S*R International)
- 1972: Wir leben – wir lieben (S*R International)
- 1973: Der Stern von Mykonos (S*R International)
- 1980: Glashaus (Ariola)
- 1981: Die großen Hits (Ariola)
- 1990: Das große deutsche Schlager-Archiv: Drafi Deutscher / Katja Ebstein (Sonocord)
- 1998: Golden Stars

### Promotionsveröffentlichungen
- 1971: Herzlichen Dank, Ihre Katja Ebstein (limitiert auf 2000 Stück) (Liberty)

### Singles
| Jahr | Titel Album                                                | Höchstplatzierung, Gesamtwochen, AuszeichnungChartplatzierungen (Jahr, Titel, Album, Platzierungen, Wochen, Auszeichnungen, Anmerkungen) | Höchstplatzierung, Gesamtwochen, AuszeichnungChartplatzierungen (Jahr, Titel, Album, Platzierungen, Wochen, Auszeichnungen, Anmerkungen) | Höchstplatzierung, Gesamtwochen, AuszeichnungChartplatzierungen (Jahr, Titel, Album, Platzierungen, Wochen, Auszeichnungen, Anmerkungen) | Anmerkungen |
| Jahr | Titel Album                                                | DE | AT | CH | Anmerkungen |
| ---- | ---------------------------------------------------------- | --- | --- | --- | ----------- |
| 1970 | Wunder gibt es immer wieder                                | DE16 (11 Wo.)DE | — | — |             |
| 1970 | Und wenn ein neuer Tag erwacht Mein Leben ist wie ein Lied | DE28 (4 Wo.)DE | — | — |             |
| 1971 | Diese Welt –                                               | DE16 (10 Wo.)DE | — | — |             |
| 1971 | Ein kleines Lied vom Frieden Freunde                       | DE47 (1 Wo.)DE | — | — |             |
| 1973 | Der Stern von Mykonos Katja                                | DE4 (24 Wo.)DE | — | CH2 (12 Wo.)CH |             |
| 1974 | Ein Indiojunge aus Peru …was ich noch singen wollte        | DE22 (20 Wo.)DE | — | — |             |
| 1974 | Athena …was ich noch singen wollte                         | DE30 (5 Wo.)DE | — | — |             |
| 1974 | Es war einmal ein Jäger Wilde Rosen und andere Träume      | DE4 (28 Wo.)DE | AT6 (20 Wo.)AT | — |             |
| 1975 | Die Hälfte seines Lebens In Petersburg ist Pferdemarkt     | DE25 (7 Wo.)DE | — | — |             |
| 1976 | Aus Liebe weint man nicht In Petersburg ist Pferdemarkt    | DE48 (1 Wo.)DE | — | — |             |
| 1976 | In Petersburg ist Pferdemarkt                              | DE38 (8 Wo.)DE | — | — |             |
| 1980 | Abschied ist ein bißchen wie sterben Glashaus              | DE10 (18 Wo.)DE | — | CH8 (5 Wo.)CH |             |
| 1980 | Theater Live                                               | DE11 (15 Wo.)DE | — | — |             |
| 1980 | Dann heirat’ doch dein Büro Glashaus                       | DE30 (12 Wo.)DE | — | — |             |

## Filmografie
- 1970: Schwarzer Peter (Fernsehserie, eine Folge)
- 1971: Das Lied der Balalaika (L’homme qui vient de la nuit)
- 1971: Glückspilze (Fernsehfilm)
- 1972: Die Glückspirale (Fernsehfilm)
- 1975: Berlin grüsst Bern (Fernsehfilm)
- 1983: Wunderland (Fernsehfilm)
- 1999: Gisbert (Fernsehserie, eine Folge)
- 2023: The Masked Singer (Fernsehshow)

## Auszeichnungen
- 1969: Goldene Europa als beste deutsche Nachwuchssängerin
- 1972: Bravo Otto, Bronze
- 1981: Goldene Europa
- 1983: Goldene Stimmgabel
- 2000: Lale Andersen Preis
- 2008: Verdienstkreuz am Bande des Verdienstordens der Bundesrepublik Deutschland
- 2009: Fred-Jay-Preis
- 2015: Verdienstorden des Landes Brandenburg[15]
- 2021: Brillenträgerin des Jahres

## Publikationen (Auswahl)
- Für eine Friedenskultur arbeiten. In: Hans-Joachim Girock (Herausgeber): Ein Traum von Kirche. Brauchen wir ein anderes Christentum? Quell, Stuttgart 1988, ISBN 3-7918-1406-0, S. 44–54.
- Herausgeberin: Meisterinnenwerke. Eulen, Freiburg 1996, ISBN 3-89102-244-1.
- Herausgeberin: Schlage die Trommel und fürchte Dich nicht! Gedichte und Lieder von Heinrich Heine. Eulen, Freiburg 1996, ISBN 3-89102-245-X.
- Von der Kunst des Lebens. In: Heute weiß ich, was ich will. Frauen über 50 erzählen. vgs Egmont, Köln 2004, ISBN 3-8025-1644-3, S. 66–75.
- Schlage die Trommel und fürchte dich nicht. In: Wolfgang Bittner, Mark vom Hofe (Herausgeber): Erlebte Geschichten. Ich mische mich ein. Markante deutsche Lebensläufe. Horlemann, Bad Honnef 2006, ISBN 3-89502-222-5, S. 27–36.